# US Recanatese
Unione Sportiva Recanatese, zkráceně jen Recanatese je italský fotbalový klub hrající v sezóně 2024/25 ve 4. italské fotbalové lize sídlící ve městě Recanati v regionu Marche.

## Změny názvu klubu
- 1923/24 – US Recanatese (Unione Sportiva Recanatese)

## Získané trofeje

### Vyhrané domácí soutěže
- 4. italská liga ( 1x )

2021/22

## Účast v ligách
| Úroveň soutěže | Název soutěže (nynější název) | První hraná sezona | Poslední hraná sezona | celkem odehraných sezon |
| -------------- | ----------------------------- | ------------------ | --------------------- | ----------------------- |
| 3              | Serie C                       | 1947/48            | 2023/24               | 3                       |
| 4              | Serie D                       | 2014/15            | 2024/25               | 9                       |
| 5              | Eccellenza                    | 1990/91            | 2013/14               | 14                      |